# NGC 2345
NGC 2345 is een open sterrenhoop in het sterrenbeeld Grote Hond. Het hemelobject werd op 14 februari 1836 ontdekt door de Britse astronoom John Herschel.

## Synoniemen
- OCL 575